# Côte d'Ivoire aux Jeux paralympiques
La Côte d'Ivoire participe aux Jeux paralympiques depuis les Jeux d'été de 1996 à Atlanta. Le pays a pris part à tous les Jeux d'été depuis cette date, n'y envoyant toutefois que de petites délégations (entre deux et quatre athlètes). Les Ivoiriens n'ont pris part à ce jour qu'aux épreuves d'athlétisme et de force athlétique (haltérophilie), et n'ont jamais participé aux Jeux d'hiver.
Oumar Basakoulba Koné est le seul Ivoirien champion paralympique, avec trois médailles d'or à son palmarès. 

## Médaillés paralympiques
Ceci est la liste des médaillés paralympiques pour la Côte d'Ivoire. La dernière médaille ivoirienne remonte aux Jeux de 2000.
| Nom                    | Catégorie                     | Jeux         | Discipline | Épreuve                      | Résultat                          |
| ---------------------- | ----------------------------- | ------------ | ---------- | ---------------------------- | --------------------------------- |
| Oumar Basakoulba Koné  | T46 (amputé avant-bras droit) | Atlanta 1996 | Athlétisme | 400 m hommes T42-46          | 50 s 23                           |
| Oumar Basakoulba Kone  | "                             | "            | "          | 800 m hommes T44-46          | 1 min 55 s 45 · (record du monde) |
| Oumar Basakoulba Kone  | "                             | Sydney 2000  | "          | 800 m hommes T46             | 1 min 58 s 36                     |
| Paul Fernand Kra Koffi | T12 (malvoyant)               | "            | "          | 800 m hommes T12             | 1 min 59 s 57                     |
| Fatimata Dassio        | T11 (malvoyant)               | Rio 2016     | "          | Saut en longueur femmes T 11 | 4,89 m                            |